# Lee Chih-Kai
Lee Chih-Kai (Yilan, Taiwán, 3 de abril de 1996) es un gimnasta artístico taiwanés, subcampeón mundial en 2019 en el ejercicio de caballo con arcos.

## Carrera deportiva
En el Mundial de 2018 celebrado en Doha consiguió la medalla de bronce en el ejercicio de caballo con arcos, quedando en el podio tras el chino Xiao Ruoteng y el británico Max Whitlock.